# Motljus

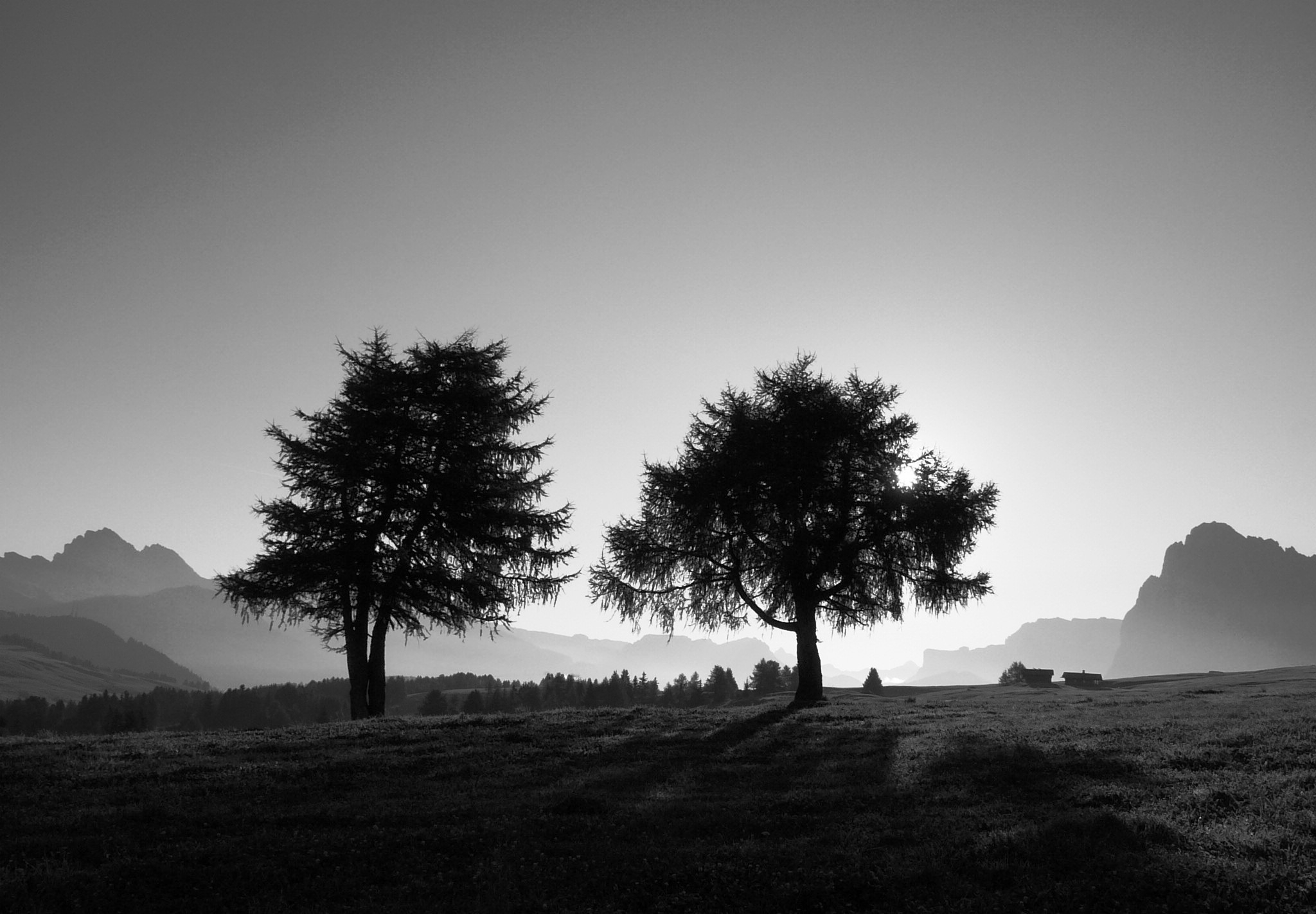
Lärkar i motljus.

Motljus är ett begrepp inom fotografi och filmning som innebär att det finns en eller flera ljuskällor riktade in i kameraobjektivet vilket gör motivet är betydligt mörkare än bakgrunden. Om man tar ett vanligt fotografi i starkt motljus kommer motivet att framträda som en silhuett mot den ljusa bakgrunden. För att få en mer korrekt bild av motivet måste man överexponera eller, om avståndet till motivet är kort, använda upplättningsblixt. 

## Galleri

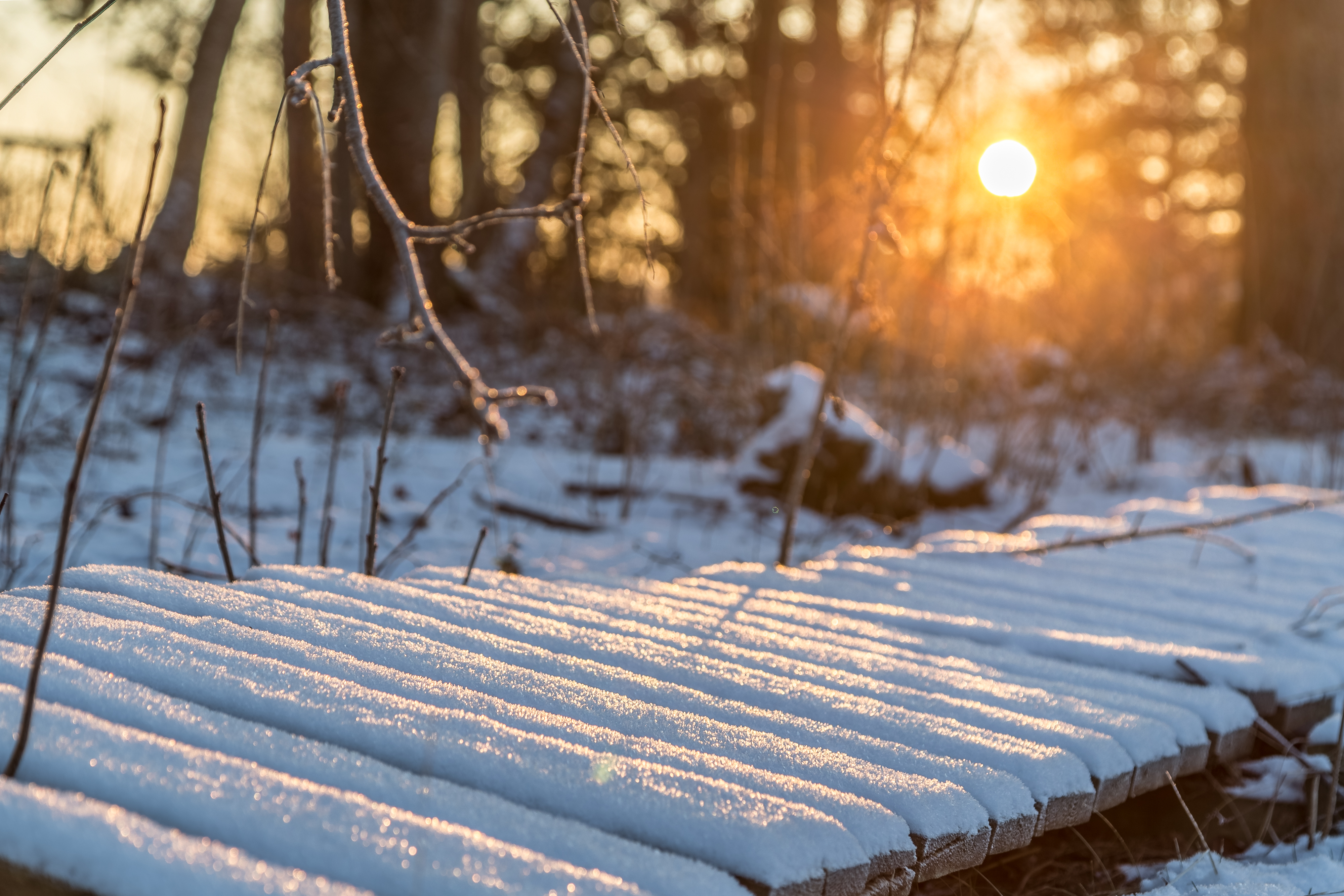
Motljus kan användas för att framhäva detaljer eller ojämnheter i en till synes enformig yta. Beroende på exponering och hur hårt motljuset är framträder detaljerna med mer eller mindre tydlig kontrast.
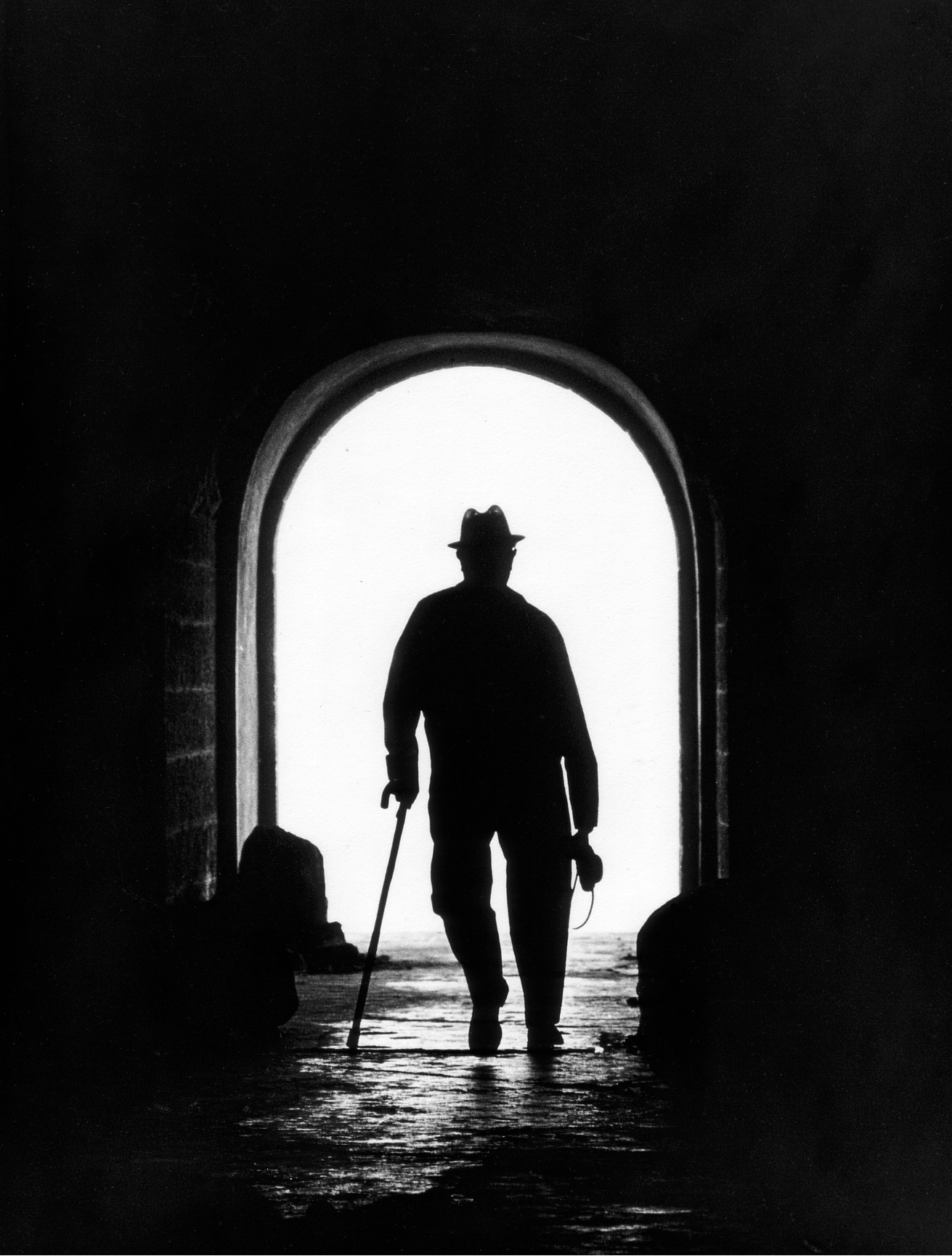
Är kontrasten tillräckligt stor, här genom låg exponering och starkt motljus, framträder föremålet i silhuett.
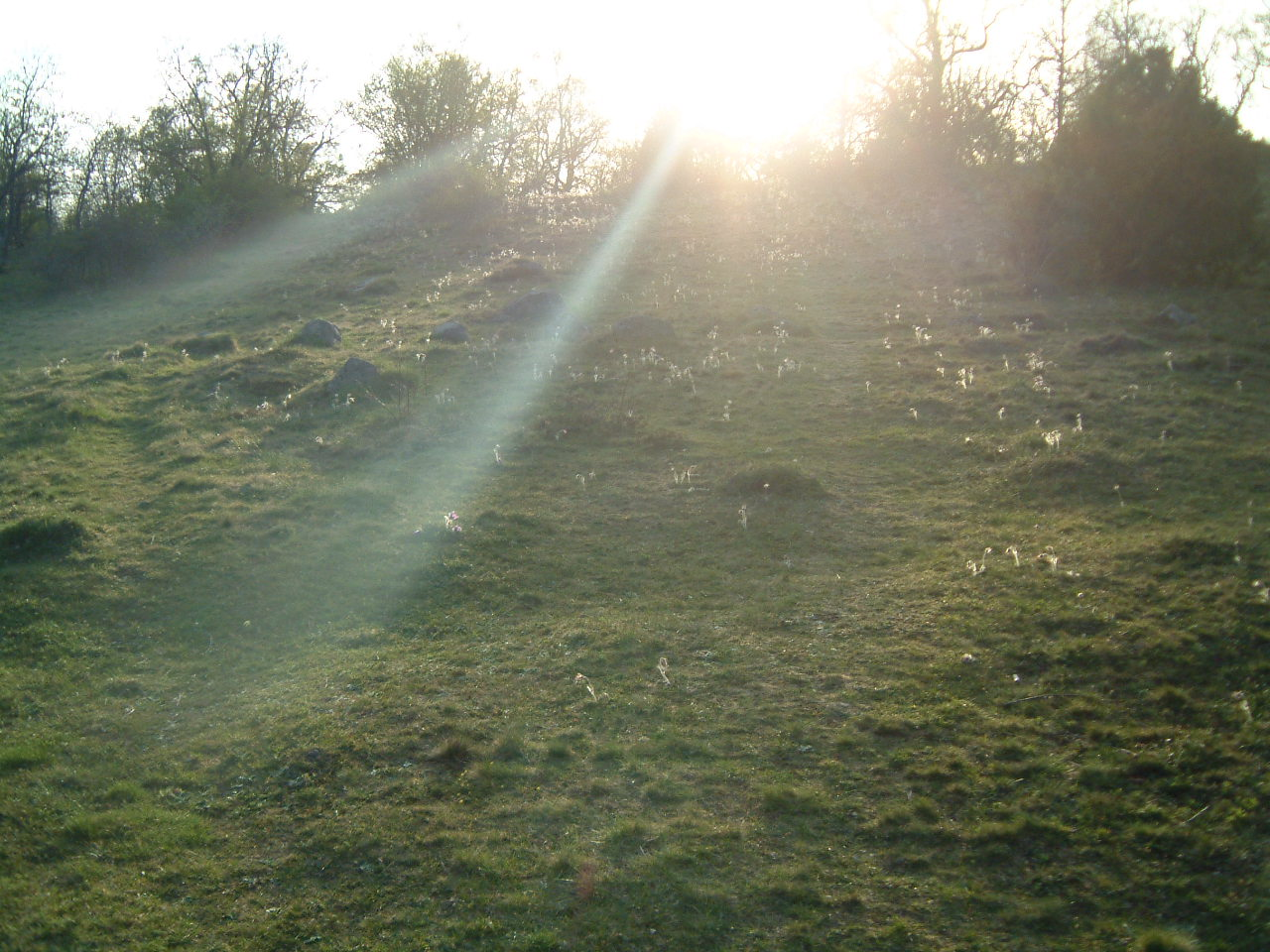
Motljus kan också användas för att utnyttja optiska effekter eller synvillor till följd av själva ljuskällan.